# Liste öffentlicher Bücherschränke im Landkreis Heilbronn
In der Liste öffentlicher Bücherschränke im Landkreis Heilbronn sind öffentliche Bücherschränke für Orte, die zum Landkreis Heilbronn in Baden-Württemberg gehören, aufgeführt. Sie ist primär nach Orten sortiert, unabhängig davon, ob es sich um Ortsteile, Gemeinden oder Städte handelt. Der Artikel ist Teil der übergeordneten Liste öffentlicher Bücherschränke in Baden-Württemberg. Ein öffentlicher Bücherschrank ist ein Schrank oder schrankähnlicher Aufbewahrungsort mit Büchern, der dazu dient, Bücher kostenlos, anonym und ohne jegliche Formalitäten zum Tausch oder zur Mitnahme anzubieten. Die Liste erhebt keinen Anspruch auf Vollständigkeit.

## Öffentliche Bücherschränke im Landkreis Heilbronn
Derzeit sind im Landkreis Heilbronn 33 öffentliche Bücherschränke erfasst (Stand: 19. August 2025):
| Bild | Ausführung               | Ort                                      | Seit          | Anmerkung | Geokoordinaten                    |
| ---- | ------------------------ | ---------------------------------------- | ------------- | --- | --------------------------------- |
|      | Bücherschrank            | Bad Friedrichshall                       |               | Fitnessstudio, Kochendorf | ⊙ Friedrichshaller Straße 17      |
|      | Bücherschrank            | Bad Friedrichshall                       |               | Alte Kelter, Kochendorf | ⊙ Hauptstraße 4/1                 |
|      | Bücherschrank            | Bad Friedrichshall                       |               | Evangelische Kirche, Jagstfeld | ⊙ Marienstraße                    |
|      | Bücherbaum               | Bad Rappenau                             |               | In einer Eiche im Bad Rappenauer Kurpark | ⊙ Kurpark                         |
|      | Bücherregal              | Bad Rappenau                             |               | Zwischen Hotel Häffner und Rappsodie | ⊙ Salinenstr. 24                  |
|      | Bücherregal              | Bad Wimpfen                              |               | Bad Wimpfener Bücherturm, Eichhauspassage                                                                                                   | ⊙ Hauptstraße 47/61               |
|      | Bücherzelle              | Bad Wimpfen                              |               | | ⊙ Lindenplatz                     |
|      | Bücherregal              | Beilstein                                |               | Bücherregal an der Alten Kelter | ⊙ Kelterstraße 5                  |
|      | Bücherschrank            | Berwangen (Kirchardt)                    |               | Bücher- und Tauschschrank | ⊙ Hausener Straße 3               |
|      | Bücherfass               | Binswangen (Erlenbach)                   |               | Mehrere Bücherfässer vor dem Allianz-Gebäude                                                                                                | ⊙ Friedenstraße 46                |
|      | Bücherschrank            | Brackenheim                              |               | Das Rosarote Leseratten Bücherschränkle I                                                                                                   | ⊙ Hirschberger Straße 3           |
|      | Bücherschrank            | Brackenheim                              |               | Auf dem Kirchplatz vor der Gemeindehalle | ⊙ Kirchplatz 6                    |
|      | Bücherzelle              | Brackenheim                              |               | Im Hof vor dem Rathaus | ⊙ Marktstraße 1                   |
|      | Bücherzelle              | Donnbronn (Untergruppenbach)             |               | Bücherhäusle bei der Haltestelle Ortsmitte                                                                                                  | ⊙ Kelteräckerstraße 2             |
|      | Bücherschrank            | Duttenberg (Bad Friedrichshall)          |               | Verwaltungsstelle, Duttenberg | ⊙ Torstraße 22                    |
|      | Öffentliches Bücherregal | Eberstadt                                |               | Infothek beim Rathaus | ⊙ Hauptstraße 39                  |
|      | Bücherschrank            | Hausen an der Zaber (Brackenheim)        |               | Das Rosarote Leseratten Bücherschränkle II                                                                                                  | ⊙ Wilhelm-Maybach-Straße 2        |
|      | Bücherzelle              | Ittlingen                                |               | | ⊙ Hauptstraße 67                  |
|      | Bücherschrank            | Kirchardt                                |               | Beim Treff, nur zugänglich zu dessen Öffnungszeiten (Sonntag–Mittwoch, 14:30–17:30 Uhr)                                                     | ⊙ Burggärtenweg 1                 |
|      | Bücherregal              | Kochersteinsfeld (Hardthausen am Kocher) |               | | ⊙ Lampoldshauser Straße 10/1      |
|      | Bücherzelle              | Lauffen am Neckar                        |               | Platanenplatz | ⊙ Bahnhofstraße 28                |
|      | Bücherzelle              | Leingarten                               |               | Leingarten Marktplatz | ⊙ Heilbronner Straße 38           |
|      | Tauschbücherei           | Massenbachhausen                         |               | Im ehemaligen Notarzimmer im Erdgeschoss des Rathauses, nur zugänglich zu den Öffnungszeiten (Mo–Sa 10:00–12:00, zusätzlich Di 16:00–18:00) | ⊙ Heilbronner Straße 54           |
|      | Bücherzelle              | Neckarsulm                               | 27. Juni 2019 | Initiiert von der Kolpingsfamilie und dem Internationalen Gremium                                                                           | ⊙ Kolpinggarten, Kolpingstraße 13 |
|      | Bücherschrank            | Neuhütten (Wüstenrot)                    |               | „Neuhüttener Bücherschrank“ im Pausenhof des alten Schulhauses                                                                              | ⊙ Frankenstraße 8                 |
|      | Bücherschrank            | Obergriesheim (Gundelsheim)              |               | | ⊙ Bachenauer Straße 4             |
|      | Bücherschrank            | Oedheim                                  |               | Öffentlicher Bücherschrank im Foyer des Rathauses, nur zugänglich zu dessen Öffnungszeiten                                                  | ⊙                                 |
|      | Bücherschrank            | Offenau                                  |               | „Bücher-Leuchtturm“ in der Uferstraße | ⊙ Uferstraße                      |
|      | Bücherschrank            | Schozach (Ilsfeld)                       |               | | ⊙ Sturmfederstraße 14             |
|      | Bücherregal              | Schwaigern                               |               | im Eingangsbereich der Mediathek der Stadtbücherei, nur zugänglich zu den Öffnungszeiten                                                    | ⊙ Kelterplatz 1                   |
|      | Bücherzelle              | Siegelsbach                              |               | Bücherschrank auf dem Dorfplatz in Siegelsbach                                                                                              | ⊙ Wagenbacher Straße 6            |
|      | Bücherregal              | Talheim                                  |               | Öffentlicher Bücherschrank an der Mauer eines Privathauses                                                                                  | ⊙ Zehentgasse 1                   |
|      | Bücherzelle              | Untereisesheim                           |               | | ⊙ Kelterplatz 4                   |

## Ehemalige Bücherschränke
Folgende ehemalige öffentliche Bücherschränke im Landkreis Heilbronn bestehen nicht mehr:
| Bild | Ausführung    | Ort                    | Seit | Anmerkung                                                                          | Geokoordinaten          |
| ---- | ------------- | ---------------------- | ---- | ---------------------------------------------------------------------------------- | ----------------------- |
|      | Bücherschrank | Bockschaft (Kirchardt) |      | Am Ratskeller, im April 2025 war der Bücherschrank nicht mehr vorhanden.           | ⊙ Neulandstraße 6       |
|      | Bücherschrank | Ilsfeld                |      | Bücherwurm, Schozachaue, im April 2025 war der Bücherschrank nicht mehr vorhanden. | ⊙                       |
|      | Bücherregal   | Neckarwestheim         |      | Neckarwestheim, im April 2025 war der Bücherschrank nicht mehr vorhanden.          | ⊙ Hauptstraße 36        |
|      | Bücherschrank | Weinsberg              |      | Büchertauschschrank                                                                | ⊙ Hinter der Apotheke 1 |
|      | Bücherschrank | Weinsberg              |      | Büchertauschschrank                                                                | ⊙ Seufferheldstraße 23  |

## Statistik
Zu einem Vergleich mit den anderen Land- und Stadtkreisen Baden-Württembergs sowie zum Landesdurchschnitt siehe die Statistik öffentlicher Bücherschränke in Baden-Württemberg.